# Seattle Totems
I Seattle Totems sono stati una squadra di hockey su ghiaccio con sede nella città di Seattle, nello Stato di Washington. Nacquero nel 1958 come formazione della Western Hockey League e disputarono i loro incontri casalinghi al Seattle Center Coliseum. Nel 1974 si trasferirono nella Central Hockey League per un'ultima stagione prima della chiusura della franchigia.

## Storia
I Seattle Totems nacquero nel 1958 come prosecuzione naturale dei Seattle Americans, formazione che aveva disputato i tre campionati precedenti e da cui ereditarono gran parte della rosa oltre ai colori sociali e alle divise, ispirate alla bandiera statunitense. Nella loro stagione inaugurale i Totems avanzarono fino alle finali della Lester Patrick Cup, conquistando subito il primo titolo della loro storia contro i Calgary Stampeders.
Nelle stagioni successive la squadra raggiunse quasi sempre i playoff della WHL perdendo due finali nel 1961 e nel 1963. Due anni più tardi i Totems adottarono delle nuove divise biancoverdi, rimaste tali fino alla fine della franchigia; con le nuove maglie la squadra di Seattle centrò una doppietta vincendo altre due Lester Patrick Cup. A partire dal 1970 le prestazioni della squadra crollarono e non si qualificarono più ai playoff; in quel periodo erano il principale farm team dei Vancouver Canucks, ex formazione della WHL promossa in National Hockey League.
Nel giugno del 1974 la NHL annunciò una possibile espansione della lega a Seattle a partire dalla stagione 1976-1977, mentre la WHL annunciò la propria chiusura e i Totems si trasferirono nella Central Hockey League. La cordata di imprenditori locali non riuscì però a raccogliere la somma necessaria per assicurare una squadra mancando inoltre l'occasione di entrare nella World Hockey Association o di acquistare i Pittsburgh Penguins della NHL. Un anno più tardi i Totems cessarono l'attività mentre la NHL ritirò la propria offerta, lasciando così la città senza una squadra professionistica.

### Affiliazioni
Nel corso della loro storia i Seattle Totems sono stati affiliati alle seguenti franchigie della National Hockey League:
- Philadelphia Flyers: (1968-1970)
- California Golden Seals: (1969-1970)
- New York Rangers: (1970-1971)
- Los Angeles Kings: (1971-1972)
- Vancouver Canucks: (1971-1975)

## Record stagione per stagione
| Seattle Totems (WHL) |          |    |    |    |    |    |     |     |    | |
| 1958-59              | Coast    | 70 | 40 | 27 | 3  | 83 | 277 | 225 | 1° | vince 1º turno (Victoria) 3-0 vince semifinali (Vancouver) 4-1 vince Lester Patrick Cup (Calgary) 4-0       |
| 1959-60              | WHL      | 70 | 38 | 28 | 4  | 80 | 270 | 219 | 2° | perde semifinali (Victoria) 0-4                                                                             |
| 1960-61              | WHL      | 70 | 37 | 28 | 5  | 79 | 262 | 222 | 5° | vince 1º turno (Calgary) 4-1 perde Lester Patrick Cup (Portland) 2-4                                        |
| 1961-62              | Northern | 70 | 36 | 29 | 5  | 77 | 244 | 222 | 2° | perde 1º turno (Calgary) 0-2                                                                                |
| 1962-63              | Northern | 70 | 35 | 33 | 2  | 72 | 239 | 237 | 2° | vince 1º turno (Edmonton) 2-1 vince semifinali (Vancouver) 4-3 perde Lester Patrick Cup (San Francisco) 3-4 |
| 1963-64              | WHL      | 70 | 29 | 35 | 6  | 64 | 247 | 228 | 5° | |
| 1964-65              | WHL      | 70 | 36 | 30 | 4  | 76 | 204 | 198 | 2° | perde semifinali (Victoria) 3-4                                                                             |
| 1965-66              | WHL      | 72 | 32 | 37 | 3  | 67 | 231 | 256 | 5° | |
| 1966-67              | WHL      | 72 | 39 | 26 | 7  | 85 | 228 | 195 | 2° | vince semifinali (California) 4-2 vince Lester Patrick Cup (Vancouver) 4-0                                  |
| 1967-68              | WHL      | 72 | 35 | 30 | 7  | 77 | 207 | 199 | 2° | vince semifinali (Phoenix) 4-0 vince Lester Patrick Cup (Portland) 4-1                                      |
| 1968-69              | WHL      | 74 | 33 | 30 | 11 | 77 | 236 | 238 | 4° | perde semifinali (Vancouver) 0-4                                                                            |
| 1969-70              | WHL      | 73 | 30 | 35 | 8  | 68 | 240 | 260 | 4° | perde semifinali (Portland) 2-4                                                                             |
| 1970-71              | WHL      | 72 | 27 | 36 | 9  | 63 | 223 | 260 | 5° | |
| 1971-72              | WHL      | 72 | 12 | 53 | 7  | 31 | 175 | 331 | 6° | |
| 1972-73              | WHL      | 72 | 26 | 32 | 14 | 66 | 270 | 286 | 5° | |
| 1973-74              | WHL      | 78 | 32 | 42 | 4  | 68 | 288 | 319 | 5° | |
| Seattle Totems (CHL) |          |    |    |    |    |    |     |     |    | |
| 1974-75              | Northern | 78 | 29 | 38 | 11 | 69 | 258 | 296 | 4° | |

## Record della franchigia

### Singola stagione
Gol: 47  Bob Barlow (1962-63)
Assist: 95  Guyle Fielder (1958-59)
Punti: 119  Guyle Fielder (1958-59)
Minuti di penalità: 202  Larry Zeidel (1964-1965)

### Carriera
Gol: 299  Bill MacFarland
Assist: 885  Guyle Fielder
Punti: 1133  Guyle Fielder
Minuti di penalità: 1110  Don Ward
Partite giocate: 829  Guyle Fielder

## Palmarès

### Premi di squadra
- Lester Patrick Cup: 3

1958-1959, 1966-1967, 1967-1968